# Ільменорутил
Ільменорутил (рос. ильменорутил; англ. ilmenorutile; нім. Ilmenorutil m) — мінерал.

## Загальний опис
1. Мінерал, різновид рутилу. Тверді речовини FeNb2O6 i FeTa2O6 в ТіО2, що мають несталий склад.
Сингонія тетрагональна. Форми виділення — скупчення неправильної форми.
Густина мінлива, максимальна 5,5.
Твердість 6,5.
Колір чорний.
Риса від бурувато-жовтої до бурувато-зеленої.
Блиск алмазний. Утворює жовноподібні виділення. Зустрічається в сієнітових, рідше — в гранітових пегматитах і їх альбітизованих ділянках.
Ільменорутил ванадіїстий — відміна ільменорутилу, яка містить 5,51% V2O5.
2. Закономірне зростання колумбіту і рутилу.